# Río Park
Río Park es una urbanización del municipio de Muchamiel (Alicante), ubicada en la partida rural de L'Almaina, lindando al norte con el término de Alicante. Se extiende sobre aproximadamente sobre 1,50 km² repartidas en cuatro fases de construcción (1980–1995).

## Historia
En 1973 el Ayuntamiento de Muchamiel aprobó el «Plan Parcial Río Park» para urbanizar 260 ha en el distrito de Valle del Sol, originalmente proyectadas como campo de golf «Almaina Park». Tras el abandono del proyecto de golf en 1978, la zona se reconvirtió en parcela residencial.
Entre 2009 y 2017, la Asociación de Vecinos reclamó alumbrado público y saneamiento. En diciembre de 2016 se adjudicó una obra de alcantarillado de 2,4 M€ con cofinanciación vecinal; en enero de 2023 se aprobó una modificación urbanística para incorporar corredores verdes y criterios de sostenibilidad.

## Demografía
Según el INE y City Population, tenía 1201 habitantes en 2023, un incremento de más del 10% respecto a 2010 cuando sumaba 900 residentes.

## División administrativa
Forma parte de la partida rural de L'Almaina dentro del término municipal de Mutxamel.

## Urbanización y entorno
La urbanización se divide en cuatro fases (Río Park I–IV) con un total de 520 parcelas. Las calles principales son Monnegre, Fluorita, Algeps y Moradas.  Destacan promociones como «Gran Mirador IV» (80 viviendas adosadas con piscina y solárium).

### Molí d'Enmig
Colinda al este con la urbanización Molí d’Enmig, separadas por la calle de la Frenaquita. Molí d’Enmig consta de unas 150 viviendas agrupadas en dos fases. En un edificio semiabandonado funcionaron anteriormente el Supermercado Río Park y el bar-restaurante C5J.

## Club social
El Centro Social Río Park, inaugurado en agosto de 2009, ofrece 277 m² de aula y 1 316 m² de zona exterior.

## Parques y zonas verdes
El parque municipal de 7 000 m², rehabilitado en marzo de 2017, incluye senderos pavimentados, sistema de riego por goteo y área de columpios.

## Transporte
Las línea de autobús M‑1 lo comunica con Muchamiel, Bonalba y Valle del Sol. Frecuencia cada 30 min en horario de 7:00 a 23:00.

## Aeródromo
El Aeródromo de Muchamiel (OACI: LEMU), situado en el límite oeste de Río Park, dispone de una pista de 1 000 × 23 m asfaltada, con elevación de 144 m s. n. m. y opera desde 1981 para aviación general.

## Servicios y ocio
No dispone de comercio propio; el núcleo de Mutxamel (3 km) y Alicante (10 km) concentran supermercados, restaurantes y centros de salud. Existen ofertas de alquiler vacacional en diversas plataformas.

## Administración
La Asociación de Vecinos de Río Park coordina el mantenimiento de zonas comunes, gestiona eventos festivos y actúa como interlocutora con el Ayuntamiento.